# Mildred Dunnock
Mildred Dunnock, född 25 januari 1901 i Baltimore, Maryland, död 5 juli 1991 i Oak Bluffs, Massachusetts, var en Oscars-nominerad amerikansk skådespelare inom film, TV och teater. Dunnock har en stjärna på Hollywood Walk of Fame för sina insatser inom filmen.[källa behövs]

## Karriär
Efter ett antal roller på Broadway fick Dunnock bra kritik för sin roll som en walesisk lärare i The Corn is Green 1940. Dunnock gjorde sin filmdebut i filmversionen av pjäsen, Nya skördar (1945) mot Bette Davis.
Under 1940-talet agerade Dunnock främst på scen i draman som Another Part of the Forest (1946) och En handelsresandes död (1948). Hennes medverkan i filmatiseringen av pjäsen (En handelsresandes död) gav hennes första Oscarsnominering. Hon fick sin andra nominering för sin roll i Baby Doll (1957). Dunnock medverkade även i filmer som Ugglor i mossen (1955), Duell i Texas (1956), Lek i mörker (1957), Nunnan (1959), Inte för pengar ... (1960) och Ungdoms ljuva fågel (1962). Hon spelade den rullstolsbundna kvinna som Richard Widmark puttade ner för en trappa i Angivaren (1947).
Förutom hennes framgångsrika karriär inom teatern och på film medverkade Dunnock ofta i diverse TV-serier i gästroller och senare i sin karriär i ett flertal TV-filmer, bland annat en till filmatisering av En handelsresandes död 1966.

## Privatliv
Dunnock var gift med Keith Urmy från 1933 fram till hennes död. Paret hade ett barn. Hon dog av naturliga orsaker i Oak Bluffs, Massachusetts 1991, 90 år gammal.